# Liste der denkmalgeschützten Objekte in Großengersdorf
Die Liste der denkmalgeschützten Objekte in Großengersdorf enthält die 7 denkmalgeschützten, unbeweglichen Objekte der niederösterreichischen Marktgemeinde Großengersdorf im Bezirk Mistelbach.

## Denkmäler
| Foto |                 | Denkmal                                                                | Standort                                       | Beschreibung | Metadaten |
| ---- | --------------- | ---------------------------------------------------------------------- | ---------------------------------------------- | --- | --- |
| ja   | Datei hochladen | Pfarrhof HERIS-ID: 26270 Objekt-ID: 22741                              | Bahngasse 12 Standort KG: Großengersdorf       | Der Pfarrhof in Großengersdorf wurde im Jahre 1703 errichtet. | BDA-Hist.: Q37900884 Status: § 2a Stand der BDA-Liste: 2025-06-30 Name: Pfarrhof GstNr.: 6302 Pfarrhof Großengersdorf                                                |
| ja   | Datei hochladen | Pestkreuz HERIS-ID: 26265 Objekt-ID: 22736                             | bei Hauptstraße 50 Standort KG: Großengersdorf | Der spätgotische Tabernakelpfeiler stammt aus dem 15. Jahrhundert. | BDA-Hist.: Q37900821 Status: § 2a Stand der BDA-Liste: 2025-06-30 Name: Pestkreuz GstNr.: 6854 Pestkreuz Großengersdorf                                              |
| ja   | Datei hochladen | Figurenbildstock hl. Johannes Nepomuk HERIS-ID: 26267 Objekt-ID: 22738 | bei Hauptstraße 95 Standort KG: Großengersdorf | Der Bildstock ist am Sockel mit der Jahreszahl 1748 bezeichnet. | BDA-Hist.: Q37900835 Status: § 2a Stand der BDA-Liste: 2025-06-30 Name: Figurenbildstock hl. Johannes Nepomuk GstNr.: 6321 Statue of John of Nepomuk, Großengersdorf |
| ja   | Datei hochladen | Bildstock HERIS-ID: 26268 Objekt-ID: 22739                             | Standort KG: Großengersdorf                    | | BDA-Hist.: Q37900854 Status: § 2a Stand der BDA-Liste: 2025-06-30 Name: Bildstock GstNr.: 6771/1 Bildstock Ost Großengersdorf                                        |
| ja   | Datei hochladen | Kath. Pfarrkirche Mariae Himmelfahrt HERIS-ID: 26269 Objekt-ID: 22740  | bei Bahngasse 12 Standort KG: Großengersdorf   | Der Chor und der Nordturm der Pfarrkirche sind Bauwerke der Gotik. Das neugotische Langhaus wurde von 1897 bis 1901 nach Plänen des Architekten Eugen Schweigl errichtet. | BDA-Hist.: Q37900869 Status: § 2a Stand der BDA-Liste: 2025-06-30 Name: Kath. Pfarrkirche Mariae Himmelfahrt GstNr.: 6225 Pfarrkirche Großengersdorf                 |
| ja   | Datei hochladen | Friedhofsanlage HERIS-ID: 26271 Objekt-ID: 22742                       | bei Bahngasse 12 Standort KG: Großengersdorf   | Die Aufbahrungshalle wurde nach einem Plan von 1897/1899 erbaut. | BDA-Hist.: Q37900901 Status: § 2a Stand der BDA-Liste: 2025-06-30 Name: Friedhofsanlage GstNr.: 6224, 6228/1, 6227, 6223 Pfarrkirche Großengersdorf                  |
| ja   | Datei hochladen | Lourdeskapelle HERIS-ID: 26273 Objekt-ID: 22744                        | Standort KG: Großengersdorf                    | Die Lourdeskapelle wurde 1887 erbaut. Daneben befinden sich zwei kleine Seitenkapellen von 1898.                                                                          | BDA-Hist.: Q37900919 Status: § 2a Stand der BDA-Liste: 2025-06-30 Name: Lourdeskapelle GstNr.: 1900/2 Lourdes-Kapellen, Großengersdorf                               |